# علي معدي
علي سعيد معدي يعن الله لاعب كرة قدم سعودي من مواليد يلعب في نادي جرش.

## مسيرة اللاعب
لعب سابقاً في نادي المصيف ونادي أبها ونادي ضمك ونادي الفيصلي ونادي أحد ونادي جرش.

## روابط خارجية
- علي معدي على موقع Soccerway.com (الإنجليزية)
- علي معدي على موقع كووورة